# Landkreis Ahrweiler
Der Landkreis Ahrweiler ist eine Gebietskörperschaft mit 128.741 Einwohnern (31. Dezember 2023) im Norden von Rheinland-Pfalz. Sitz der Kreisverwaltung und zugleich bevölkerungsreichste Kommune ist die verbandsfreie Stadt Bad Neuenahr-Ahrweiler.

## Geographie

### Lage
Der Rhein bildet die Ostgrenze des Kreises. Die Ahr, ein linker Nebenfluss des Rheins, durchquert den Kreis von Südwesten nach Nordosten und mündet an der Kreisgrenze.
Der Stadtteil Ahrweiler von Bad Neuenahr-Ahrweiler liegt am Rande der Eifel. Die Berge nördlich der Ahr werden Ahrberge genannt – sie sind allerdings nicht so hoch wie die Hohe Eifel im Süden des Kreises.
Die Wälder der Eifel sind ein Ergebnis der Wiederaufforstung im 19. Jahrhundert. Am häufigsten kommt die Fichte vor, die ursprünglich nicht typisch für die Region war.
Mit dem an der Grenze zum Landkreis Mayen-Koblenz gelegenen vulkanischen Laacher See gehört der größte See des Landes Rheinland-Pfalz und einzige Caldera-See Mitteleuropas vollständig zum Kreisgebiet. Das Rodder Maar, eine mit Wasser gefüllte flache Senke im Osten des Kreises, wurde in den 1950er-Jahren trockengelegt und aufgeforstet, aber 1998 renaturiert. Durch Schließung eines kleinen Dammes entstand das Maar neu als Wasservogelparadies mit seltener vorkommenden Tieren. Dass diese Senke vulkanischer Herkunft ist, konnte bisher nicht nachgewiesen werden.
Das Weinanbaugebiet entlang der Ahr ist eines der nördlichsten Weinanbaugebiete in Deutschland, besonders bekannt für Rotwein. Die bekannte Motorsport-Rennstrecke Nürburgring mit ihren beiden Teilen, der Grand-Prix-Strecke und der Nordschleife, liegt im Landkreis Ahrweiler rund um die Nürburg.
Höchster Punkt des Landkreises und der gesamten Eifel ist die Hohe Acht mit 747 m ü. NHN, der tiefste liegt nördlich des Remagener Stadtteils Rolandswerth an der Grenze zur Bundesstadt Bonn.

### Nachbarkreise
Der Landkreis grenzt an fünf andere Landkreise (davon drei Landkreise in Rheinland-Pfalz und zwei Kreise in Nordrhein-Westfalen) und eine kreisfreie Stadt in Nordrhein-Westfalen.
| Kreis Euskirchen      | Bundesstadt Bonn        | Rhein-Sieg-Kreis  |
| Landkreis Vulkaneifel | Kompass                 | Landkreis Neuwied |
|                       | Landkreis Mayen-Koblenz |                   |

### Gemeinden
Der Landkreis Ahrweiler besteht aus 74 Gemeinden, von denen alle bis auf vier verbandsfreie Gemeinden den vier Verbandsgemeinden angehören.
(Einwohner am 31. Dezember 2023)
Verbandsfreie Gemeinden:
1. Bad Neuenahr-Ahrweiler, Stadt (27.647)
2. Grafschaft (10.866)
3. Remagen, Stadt (17.387)
4. Sinzig, Stadt (17.399)

Verbandsgemeinden mit ihren verbandsangehörigen Gemeinden:
| (Sitz der Verbandsgemeinde *) | |
| - 1. Verbandsgemeinde Adenau 1. Adenau, Stadt * (2916) 2. Antweiler (480) 3. Aremberg (208) 4. Barweiler (382) 5. Bauler (50) 6. Dankerath (69) 7. Dorsel (177) 8. Dümpelfeld (555) 9. Eichenbach (78) 10. Fuchshofen (95) 11. Harscheid (142) 12. Herschbroich (265) 13. Hoffeld (303) 14. Honerath (161) 15. Hümmel (491) 16. Insul (465) 17. Kaltenborn (346) 18. Kottenborn (184) 19. Leimbach (436) 20. Meuspath (157) 21. Müllenbach (501) 22. Müsch (176) 23. Nürburg (186) 24. Ohlenhard (133) 25. Pomster (155) 26. Quiddelbach (249) 27. Reifferscheid (490) 28. Rodder (239) 29. Schuld (612) 30. Senscheid (76) 31. Sierscheid (90) 32. Trierscheid (71) 33. Wershofen (893) 34. Wiesemscheid (245) 35. Wimbach (431) 36. Winnerath (192) 37. Wirft (154) | - 2. Verbandsgemeinde Altenahr 1. Ahrbrück (1097) 2. Altenahr * (1490) 3. Berg (1306) 4. Dernau (1389) 5. Heckenbach (237) 6. Hönningen (1038) 7. Kalenborn (717) 8. Kesseling (558) 9. Kirchsahr (353) 10. Lind (569) 11. Mayschoß (765) 12. Rech (519) - 3. Verbandsgemeinde Bad Breisig 1. Bad Breisig, Stadt * (9655) 2. Brohl-Lützing (2533) 3. Gönnersdorf (637) 4. Waldorf (884) - 4. Verbandsgemeinde Brohltal 1. Brenk (191) 2. Burgbrohl (3304) 3. Dedenbach (486) 4. Galenberg (220) 5. Glees (590) 6. Hohenleimbach (374) 7. Kempenich (1895) 8. Königsfeld (691) 9. Niederdürenbach (972) 10. Niederzissen * (2768) 11. Oberdürenbach (657) 12. Oberzissen (1113) 13. Schalkenbach (812) 14. Spessart (860) 15. Wassenach (1251) 16. Wehr (1133) 17. Weibern (1525) |

Listen zu dem Begriff „Gebietsveränderungen“ siehe Gebietsreformen in Rheinland-Pfalz
Die folgenden Gemeinden des Landkreises Ahrweiler wurden eingemeindet oder schieden aus dem Landkreis aus:
- Ahrweiler, am 7. Juni 1969 zu Bad Neuenahr-Ahrweiler
- Bad Neuenahr, am 7. Juni 1969 zu Bad Neuenahr-Ahrweiler
- Bad Niederbreisig, am 7. Juni 1969 zu Bad Breisig
- Bengen, am 16. März 1974 zu Grafschaft
- Birresdorf, am 16. März 1974 zu Grafschaft
- Blasweiler, am 30. März 1971 zu Heckenbach
- Blindert, am 7. November 1970 zu Hümmel
- Bodendorf, am 7. Juni 1969 zu Sinzig
- Breidscheid, am 1. Oktober 1952 zu Adenau
- Brohl, am 7. November 1970 zu Brohl-Lützing
- Brück a./Ahr, am 7. Juni 1969 zu Ahrbrück
- Eckendorf, am 16. März 1974 zu Grafschaft
- Engeln, am 10. Juni 1979 zu Kempenich
- Franken, am 7. Juni 1969 zu Sinzig
- Gelsdorf, am 16. März 1974 zu Grafschaft
- Gilgenbach, am 7. November 1970 zu Leimbach
- Gimmigen, am 7. Juni 1969 zu Bad Neuenahr-Ahrweiler
- Heimersheim, am 7. Juni 1969 zu Bad Neuenahr-Ahrweiler
- Holzweiler, am 16. März 1974 zu Grafschaft
- Jammelshofen, am 7. November 1970 zu Kaltenborn
- Karweiler, am 16. März 1974 zu Grafschaft
- Kirchdaun, am 7. Juni 1969 zu Bad Neuenahr-Ahrweiler
- Koisdorf, am 7. Juni 1969 zu Sinzig
- Kreuzberg, am 7. Juni 1969 zu Altenahr
- Lantershofen, am 16. März 1974 zu Grafschaft
- Leimersdorf, am 16. März 1974 zu Grafschaft
- Liers, am 1. März 1972 zu Hönningen
- Löhndorf, am 7. Juni 1969 zu Sinzig
- Lohrsdorf, am 7. Juni 1969 zu Bad Neuenahr-Ahrweiler
- Lückenbach, am 1. Oktober 1976 zu Dümpelfeld
- Niederadenau, am 1. Oktober 1976 zu Dümpelfeld
- Niederlützingen, am 7. November 1970 zu Brohl-Lützing
- Nierendorf, am 16. März 1974 zu Grafschaft
- Nohn, am 7. November 1970 zum Landkreis Daun
- Oberbreisig, am 7. Juni 1969 zu Bad Breisig
- Oberwinter, am 7. Juni 1969 zu Remagen
- Obliers, am 30. März 1971 zu Lind
- Oedingen, am 7. Juni 1969 zu Remagen
- Pitscheid, am 7. November 1970 zu Hümmel
- Plittersdorf, am 30. März 1971 zu Lind
- Pützfeld, am 7. Juni 1969 zu Ahrbrück
- Ramersbach, am 16. März 1974 zu Bad Neuenahr-Ahrweiler
- Rheineck, am 7. Juni 1969 zu Bad Breisig
- Ringen, am 16. März 1974 zu Grafschaft
- Rolandswerth, am 7. Juni 1969 zu Remagen
- Staffel, am 1. März 1972 zu Kesseling
- Unkelbach, am 7. Juni 1969 zu Remagen
- Vettelhoven, am 16. März 1974 zu Grafschaft
- Westum, am 7. Juni 1969 zu Sinzig

## Geschichte
Die Region wurde von den Römern unter Julius Caesar um 50 v. Chr. erobert. Einige Jahre später wurde das Legionslager Castra Rigomagus gegründet, aus welchem später die Stadt Remagen entstand. Der Vinxtbach, ein naher Bach und Nebenfluss des Rheins, war die Grenze zwischen den römischen Provinzen Germania superior und Germania inferior. In Ahrweiler befindet sich das Museum Römervilla von Bad Neuenahr-Ahrweiler, ursprünglich als römischer Gutshof (Villa Rustica) angelegt, vergrößert, mehrfach umgebaut und gegen 259/260 n. Chr. planmäßig aufgegeben.
Ahrweiler wurde 893 erstmals urkundlich im Prümer Urbar erwähnt, dem Güterverzeichnis der Abtei Prüm. 1180 wählte der Kaiser des Heiligen Römischen Reiches Deutscher Nation, Friedrich I. (Barbarossa), Sinzig als Ort aus, um die Herrscher von Frankreich und Flandern zu treffen. Ein weiterer bedeutender Ort ist das Kloster Maria Laach am Laacher See im Südosten des Landkreises Ahrweiler.
Von 1798 bis 1814 gehörte das Gebiet als Canton Adenau und Canton Ahrweiler zum Arrondissement Bonn im Département de Rhin-et-Moselle. Die Kreise Ahrweiler und Adenau wurden 1816 gebildet, als Preußen seine Provinzen, darunter auch die Provinz Großherzogtum Niederrhein (Teil der späteren Rheinprovinz), in Regierungsbezirke und Kreise einteilte. Der Kreis Ahrweiler gehörte zum Regierungsbezirk Koblenz (bis 1999) und war verwaltungsmäßig zunächst in sieben Bürgermeistereien (Ahrweiler, Altenahr, Gelsdorf, Königsfeld, Niederbreisig, Remagen, Sinzig) gegliedert. Insgesamt umfasste der Kreis Ahrweiler 141 Ortschaften, in denen um 1815 24.745 Einwohner lebten.
Am 1. Oktober 1932 wurde ein großer Teil des aufgelösten Kreises Adenau, im Wesentlichen das Gebiet der heutigen Verbandsgemeinden Adenau und Altenahr, in den Kreis Ahrweiler integriert.
Die Einnahme der Ludendorff-Brücke durch die Streitkräfte der Vereinigten Staaten im März 1945 ist ein bekanntes Ereignis. Im Kinofilm Die Brücke von Remagen (1969) ist dieses Ereignis dargestellt.
Am 7. November 1970 wurden die Gemeinden Brenk, Burgbrohl, Engeln, Galenberg, Glees, Hohenleimbach, Kempenich, Niederlützingen, Spessart, Wassenach, Wehr und  Weibern aus dem aufgelösten Landkreis Mayen in den Landkreis Ahrweiler umgegliedert. Die Gemeinde Nohn wechselte aus dem Landkreis Ahrweiler in den Landkreis Daun.
Eine Fundgrube heimatkundlichen und geschichtlichen Wissens über den Landkreis Ahrweiler ist das von der Kreisverwaltung Ahrweiler herausgegebene und in wesentlichen Teilen über das Internet verfügbare Heimatjahrbuch des Landkreises Ahrweiler.
Das Hochwasser in Mitteleuropa 2021 traf den Landkreis Ahrweiler schwer. Starkregen und Überschwemmungen verursachten schwere Schäden an der Infrastruktur. Dabei kamen 124 Menschen ums Leben, rund 760 Menschen wurden verletzt. Häuser stürzten ein, Teile von Straßen und Eisenbahnstrecken, die neue Ahrbrücke der Bundesstraße 9 bei Sinzig, zahlreiche Straßenbrücken, mindestens sieben Eisenbahnbrücken und 20 Kilometer Streckengleis wurden im Ahrtal zerstört. Die Aufräumarbeiten zogen sich über Monate hin.

## Bevölkerung

### Einwohnerstatistik

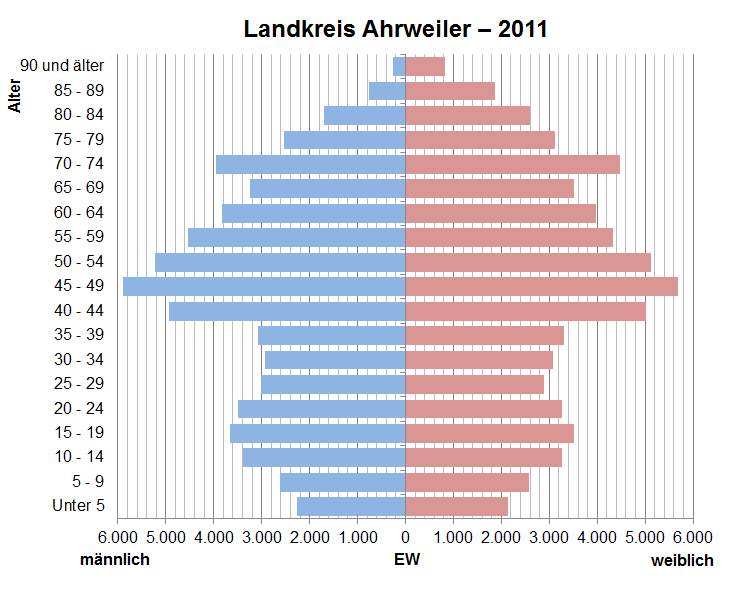
Bevölkerungspyramide für den Kreis Ahrweiler (Datenquelle: Zensus 2011)

Die Entwicklung der Einwohnerzahl bezogen auf das Gebiet des heutigen Landkreises Ahrweiler; die Werte von 1871 bis 1987 beruhen auf Volkszählungen:
| Jahr | Einwohner |
| ---- | --------- |
| 1815 | 40.119    |
| 1835 | 50.317    |
| 1871 | 51.417    |
| 1905 | 63.914    |
| 1939 | 73.995    |
| 1950 | 82.996    |
| 1961 | 92.757    |

| Jahr | Einwohner |
| ---- | --------- |
| 1970 | 103.862   |
| 1987 | 111.232   |
| 1997 | 127.566   |
| 2005 | 130.467   |
| 2010 | 127.443   |
| 2015 | 127.770   |
| 2023 | 128.741   |

### Konfessionsstatistik
Mit Stand vom 30. Juni 2005 waren von den Einwohnern 66,7 % römisch-katholisch, 14,1 % evangelisch und 19,2 % waren konfessionslos oder gehörten einer anderen Glaubensgemeinschaft an. Laut der Volkszählung 2011 waren im Jahr 2011 63,5 % römisch-katholisch, 13,9 % der Einwohner evangelisch und 22,6 % waren konfessionslos, gehörten einer anderen Glaubensgemeinschaft an oder machten keine Angabe. Der Anteil der evangelischen und katholischen Kirchenmitglieder an der Gesamtbevölkerung ist seitdem gesunken. Ende Mai 2025 hatten 47,5 % der Einwohner die katholische Konfession und 10,5 % die evangelische. 42,0 % gehörten entweder einer anderen Glaubensgemeinschaft an oder waren konfessionslos. Die Zahl der Protestanten und vor allem die der Katholiken ist demnach im beobachteten Zeitraum kontinuierlich gesunken, dennoch bilden Katholiken im Landkreis Ahrweiler eine einfache Mehrheit.

## Politik

### Kreistag
Der Kreistag des Landkreises Ahrweiler besteht aus 46 in einer personalisierten Verhältniswahl gewählten Kreistagsmitgliedern und dem Landrat als Vorsitzendem. Nach der letzten Kreistagswahl am 9. Juni 2024 ergibt sich folgende Sitzverteilung:
| Wahl | SPD | CDU | Grüne | AfD | FDP | Linke | Piraten | FWG 1 | WKA 2 | Gesamt   |
| ---- | --- | --- | ----- | --- | --- | ----- | ------- | ----- | ----- | -------- |
| 2024 | 7   | 16  | 6     | 5   | 3   | 1     | –       | 7     | 1     | 46 Sitze |
| 2019 | 7   | 17  | 9     | 3   | 3   | 1     | –       | 6     | –     | 46 Sitze |
| 2014 | 9   | 21  | 5     | 3   | 2   | 1     | 0       | 5     | –     | 46 Sitze |
| 2009 | 9   | 21  | 4     | –   | 5   | –     | –       | 7     | –     | 46 Sitze |
| 2004 | 9   | 25  | 4     | –   | 3   | –     | –       | 5     | –     | 46 Sitze |
| 1999 | 12  | 26  | 3     | –   | 2   | –     | –       | 3     | –     | 46 Sitze |

### Landräte
Cornelia Weigand (parteilos) wurde am 18. Februar 2022 Landrätin des Landkreises Ahrweiler. Bei der Direktwahl am 23. Januar 2022 war sie mit einem Stimmenanteil von 50,2 % gewählt worden. Die vorgezogene Neuwahl war notwendig geworden, nachdem Weigands Vorgänger Jürgen Pföhler (CDU) auf eigenen Wunsch mit Wirkung zum 1. November 2021 in den vorzeitigen Ruhestand versetzt wurde.
Die bisherigen Landräte:
- 1816–1820: Franz von Gruben
- 1821–1822: Philipp von Hilgers
- 1822–1840: Carl von Gaertner
- 1841–1849: Peter Joseph Schraut
- 1850–1859: Wilhelm von Hoevel
- 1859–1889: Felix von Groote
- 1889–1923: Albert Heising
- 1923–1934: Paul Meyers-Platen
- 1934–1945: Peter Simmer[22]
- 1945:–0000 Christian Ulrich
- 1945–1950: Hermann Schüling
- 1951–1965: Werner Urbanus
- 1965–1973: Heinz Korbach
- 1973–1976: Christoph Stollenwerk
- 1977–1988: Egon Plümer
- 1988–1999: Joachim Weiler
- 2000–2021: Jürgen Pföhler[23][21]
- seit 2021: Cornelia Weigand

### Hoheitssymbole

Hissflagge
Banner

Der Landkreis Ahrweiler führt ein Siegel, ein Wappen und eine Flagge.
| Wappen des Landkreises Ahrweiler | Blasonierung: „Geviert: 1 in Silber ein durchgehendes schwarzes Kreuz, 2 in Gold ein rot bewehrter schwarzer Adler, 3 in Gold ein rot bewehrter schwarzer Löwe, 4 in Grün ein silberner Schrägwellenbalken.“ |
| Wappen des Landkreises Ahrweiler | Wappenbegründung: Das Kreuz steht für das Kurfürstentum Köln, der Adler für die Grafen von Are und der Löwe für die Herrschaft Jülich-Berg, die in früheren Zeiten Anteil am heutigen Kreisgebiet hatte. Der heraldische Wellenbalken symbolisiert die Rheinprovinz, zu der das Kreisgebiet ab 1822 gehörte. Der Landkreis führt das Wappen seit dem 5. Juli 1927 nach Genehmigung durch das preußische Staatsministerium. |

### Regionale Kooperation
Mit der Bundesstadt Bonn und dem Rhein-Sieg-Kreis kooperiert der Landkreis Ahrweiler im Regionalen Arbeitskreis Entwicklung, Planung und Verkehr Bonn/Rhein-Sieg/Ahrweiler.

### Kfz-Kennzeichen
Am 1. Juli 1956 wurde dem Landkreis bei der Einführung der bis heute gültigen Kfz-Kennzeichen das Unterscheidungszeichen AW zugewiesen. Es wird durchgängig bis heute ausgegeben.

## Wirtschaft und Infrastruktur

### Wirtschaftsstruktur
Im sogenannten Zukunftsatlas 2019 belegte der Landkreis Ahrweiler Platz 141 von 401 Landkreisen, Kommunalverbänden und kreisfreien Städten in Deutschland und zählt damit zu den Regionen mit „leichten Chancen“ für die Zukunft. In der Ausgabe von 2022 lag er auf Platz 123 von 400.

### Verkehr
Straßenverkehr
Durch das Kreisgebiet führen die Bundesautobahnen A 61 (Koblenz–Mönchengladbach) und die nicht durchgehend befahrbare A 1 (Trier–Köln) sowie die Autobahnzubringer A 571 und die A 573. Ferner durchziehen zahlreiche Bundesstraßen, darunter die B 9, B 258, B 267 und die B 412, das Kreisgebiet.
Schienenverkehr
Im Rheintal erbaute 1844/1856 die Bonn-Cölner Eisenbahngesellschaft flussaufwärts von Köln über Bonn bis Rolandseck eine Strecke, die von der Rheinischen Eisenbahngesellschaft 1858/1859 über Remagen und Koblenz bis Bingerbrück verlängert wurde.
In Remagen schloss sich 1880 die Ahrtalbahn bis Ahrweiler an, die von der Preußischen Staatsbahn 1886 bis Altenahr und 1888 bis Adenau weitergeführt wurde. Aus strategischen Gründen kam 1912 eine Abzweigung von Dümpelfeld nach Lissendorf hinzu. Die Verbindung aus dem Ahrtal auf die rechte Rheinseite über die Ludendorff-Brücke und ihre Zufahrten wurden erst 1919, ein Jahr nach dem Ende des Ersten Weltkriegs, vollendet. In der Schlussphase des Zweiten Weltkrieges spielte diese, später als Brücke von Remagen bekannt, eine entscheidende Rolle.
Bergbau und Industrie des Brohltales wurden 1901 durch eine Schmalspurbahn der Brohltal-Eisenbahn-Gesellschaft AG erschlossen, die von Brohl am Rhein – teilweise mit Zahnradbetrieb – nach Kempenich 20 Kilometer durch den Kreis führte. Der Personenverkehr wurde dort 1960/61 eingestellt. Im Staatsbahnnetz betraf dies weitere Strecken von 33 Kilometern, so dass das Netz heute halbiert ist:
| Jahr | Strecke                                           | Länge |
| ---- | ------------------------------------------------- | ----- |
| 1945 | Unkel – Ludendorff-Brücke bei Remagen – Bodendorf | 04 km |
| 1973 | Dümpelfeld – Müsch – Ahrdorf – Lissendorf         | 16 km |
| 1985 | Ahrbrück – Hönningen – Dümpelfeld – Adenau        | 13 km |

Öffentlicher Nahverkehr
Den Nahverkehr zwischen den beiden damals noch selbständigen Städten Bad Neuenahr und Ahrweiler bediente von 1906 bis 1919 die Elektrische gleislose Bahn Ahrweiler, eine frühe Oberleitungsbus-Linie.

## Ehrenbürger
Am 15. Juni 2005 wurde Philipp Freiherr von Boeselager (1917–2008) zum ersten und bisher einzigen Ehrenbürger des Landkreises ernannt.